# کانتون چونه
کانتون چونه (به اسپانیایی: Cantón Chone) یک منطقهٔ مسکونی در اکوادور است که در Manabí Province واقع شده‌است.